# Schliti
Schliti (ros. Aschlit) – wieś w Osetii Południowej, w regionie Znauri. W 2015 roku liczyła 29 mieszkańców.

## Urodzeni
- Erik Puchajew